# Alan McGregor Peart
Alan McGregor Peart (Nelson, 25 luglio 1922 – Hamilton, 5 settembre 2018) è stato un ufficiale e aviatore neozelandese.
Pilota da caccia della Royal Air Force durante la seconda guerra mondiale, prese parte alla campagna di Tunisia, a quella di Sicilia, e poi combatte in Birmania nel corso del 1944. Divenne un Asso dell'aviazione conseguendo l'abbattimento di sei vittorie accertate, una condivisa e nove aerei danneggiati. Decorato con la Distinguished Flying Cross.

## Biografia
Nasce a Nelson, in Nuova Zelanda, il 25 luglio 1922, e dopo aver lavorato a Tauranga nel dipartimento dei lavori pubblici, con lo scoppio della seconda guerra mondiale, nel corso del 1940, si arruolò come soldato semplice nella locale compagnia territoriale del Battaglione "Harauki" del New Zealand Army. Transitato in forza alla Royal New Zealand Air Force il 7 maggio 1941, conseguì il brevetto di pilota militare in una scuola di volo canadese. 
Assegnato nel giugno 1942, con il grado di sergente, al No.610 Squadron della Royal Air Force prese parte alle operazioni aeree sui territori dell'Europa occupata, e trasferito al No.81 Squadron di stanza a Gibilterra, equipaggiato con i caccia Supermarine Spitfire Mk.V. Con il nuovo reparto operò in appoggio alle operazioni di sbarco alleate nell'Africa del nord, e poi combatte durante la seguente campagna di Tunisia. Conseguì la sua prima vittoria il 1º dicembre 1942 quando abbatte di un bombardiere-aerosilurante Savoia-Marchetti S.M.84 della Regia Aeronautica sulla rada di Bona. Il 25 aprile 1943 abbatte un caccia Messerschmitt Bf 109 della Luftwaffe su Medjez el-Bab, il 28 agosto un similare sui cieli della Sicilia, e il 13 settembre un bombardiere Dornier Do 217 sui cieli di Salerno.
A causa di un avvicendamento il suo squadron fu trasferito in Birmania, basato su un aeroporto di fortuna, noto come "Broadway", situato a 370 km all'interno del territorio controllato dai giapponesi. Lo squadron era schierato in appoggio alla Wingate's Chindits, e durante le operazioni aeree abbatte un caccia Nakajima Ki-43 Oscar vicino a Paunybuyn il 16 marzo 1944, un altro il giorno dopo sul proprio campo d'aviazione, e uno il 17 aprile vicino a Palel. Nel giugno dello stesso anno fu decorato con la Distinguished Flying Cross e quindi trasferito ad una unità di conversione operativa per piloti destinati agli aerei da caccia di stanza a Poona, in India. Nel febbraio 1945 ritornò in Nuova Zelanda dove riprese successivamente gli studi laureandosi in ingegneria presso l'Università della Nuova Zelanda nel corso del 1949. In seguito lavorò come ingegnere civile presso l'amministrazione pubblica, andando in pensione con la qualifica Commissario ai lavori pubblici del distretto di Wellington nel 1982. Iniziò quindi l'attività di scrittore stabilendosi a Lower Hutt.

## Pubblicazioni
- From North Africa to the Arakan, Grub Street, London, 2008.

### Annotazioni
1. ↑  Durante l'avanzata alleata il suo reparto fu basato in Italia, dapprima a Lentini e poi a Gioia del Colle.
2. ↑  Durante un'incursione giapponese sulla base di "Broadway" McGregor Peart decollò insieme ad un altro pilota, che fu subito abbattuto, e tenne testa a 20 caccia Nakajima Ki.43 fino a quando questi ultimi non dovettero ritirarsi per problami di carburante.

### Fonti
1. 1 2 3 4 5 6  Shores, Williams 2008, p. 490.
2. ↑  New Zealand WWII fighter ace Alan Peart dies stuff.co.nz, 6 settembre 2018
3. 1 2 3 4  JP4 Mensile di Aeronautica n.415, agosto 2008, p. 95.
4. ↑  Franks 2014, p. 100.
5. 1 2  JP4 Mensile di Aeronautica n.415, agosto 2008, p. 96.
6. ↑  Franks 2014, p. 127.
7. ↑  Supplement to the London Gazette, 2 giugno 1944, pag.2534.